# Elisabeth Griehl
Elisabeth Griehl (geborene Ehlert; * 15. Dezember 1893 in Gollnow; †  2. November 1973 in Greifswald) war eine deutsche Politikerin (SED) und Widerstandskämpferin gegen den Nationalsozialismus. Sie war von 1946 bis 1950 Abgeordnete des Landtags von Mecklenburg-Vorpommern.

## Leben
Griehl, Tochter eines Arbeiters, besuchte die Volksschule in Stettin und erlernte den Beruf der Weißnäherin. Sie heiratete Max Griehl, der in der Weimarer Republik KPD-Stadtverordneter in Stettin war und wurde 1923 ebenfalls Mitglied der KPD. Von 1927 bis 1928 war sie Mitglied der Bezirksleitung Pommern der KPD. Weil ihr Ehemann aus der KPD ausgeschlossen wurde, trat sie 1929 aus der KPD aus. Beide schlossen sich dann der Kommunistischen Partei-Opposition (KPO) an. Während der Nazidiktatur leistete sie mit ihrem Mann illegale Widerstandsarbeit in der Stettiner Widerstandsgruppe um Werner Krause und Walter Empacher. 
Nach dem Zweiten Weltkrieg wurde sie nach Anklam in die Sowjetische Besatzungszone umgesiedelt und trat wieder in die KPD ein. Ab 1946 in der SED, hatte sie verschiedene Funktionen in der Partei inne. Sie war zunächst Frauenleiterin im SED-Kreisvorstand, von Januar 1947 bis September 1948 Leiterin der Kreisparteischule der SED und schließlich bis Juli 1949 Erster Sekretär der SED-Kreisleitung Anklam. Von 1946 bis 1950 gehörte sie als Mitglied der SED-Fraktion dem Landtag von Mecklenburg-Vorpommern an und war Mitglied im Wahlprüfungs-Ausschuss. Im Jahr 1951 zog sie mit ihrer Familie nach Rostock. Sie wurde in der Parteiorganisation Rostock-Stadt Kreisleitungsmitglied und war von 1958 bis 1965 Parteisekretärin der Wohnparteiorganisation (WPO) 66.